# Record (ソフトウェア)
Record（レコード）は、スウェーデンのプロペラヘッド・ソフトウェアが開発した、音楽用レコーディングソフトウェアである。対応プラットフォームはWindowsおよびMacintosh。英語版、日本語版、フランス語版、ドイツ語版が存在する。
一般的にはデジタル・オーディオ・ワークステーション（DAW）に分類されうるが、公式には「DAWとは呼ばないで」とされている。2010年にはイギリスの音楽メディアMusicRadarによって「DAW of the year」に選出された。
2011年をもって、姉妹ソフトウェアの『Reason』バージョン6に完全吸収された。

## 特徴

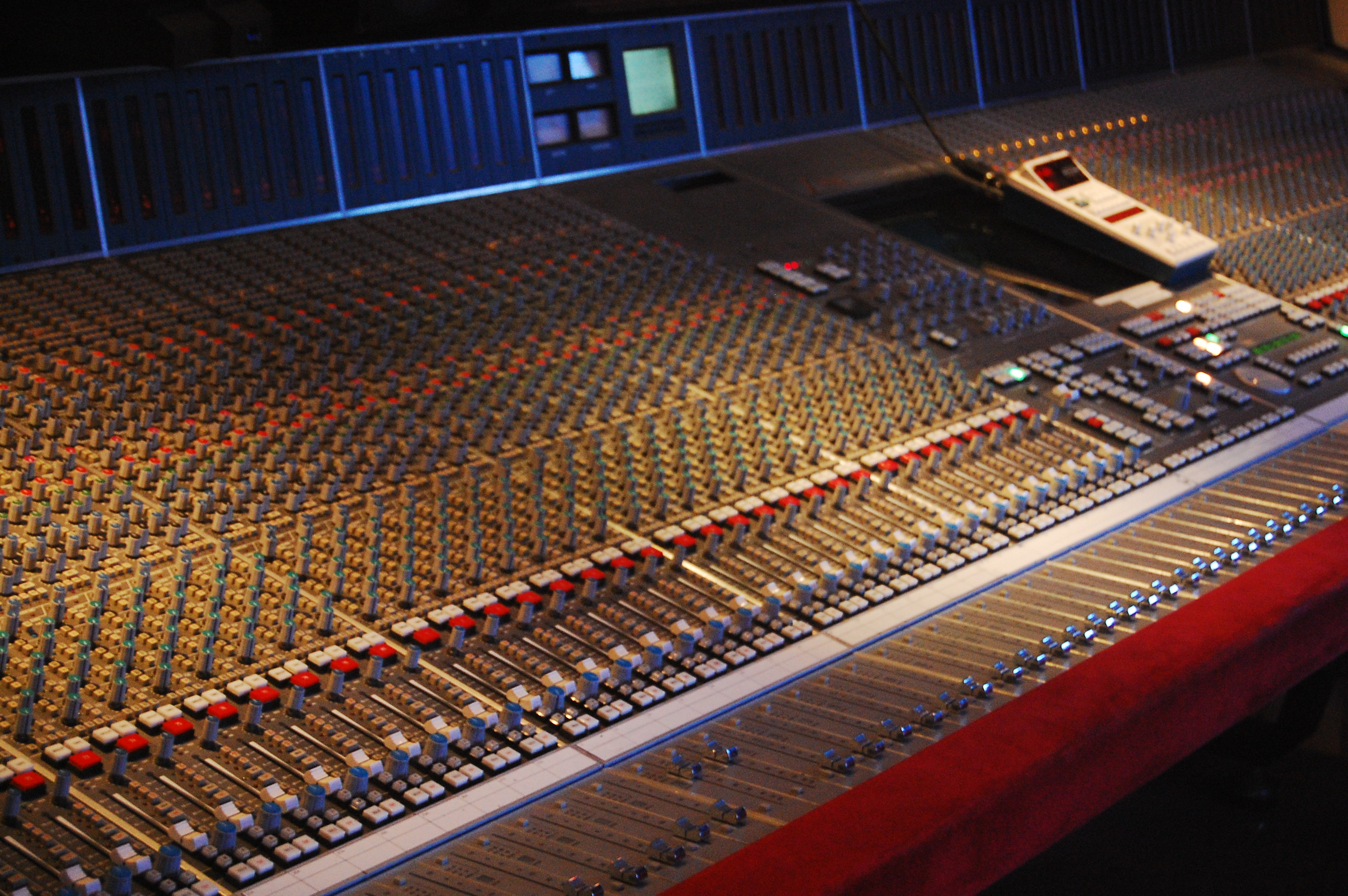
ミキサーのモデルとされたSSL 9000（写真はJ型）。SSL社製ミキサーのサウンドを再現した製品には他に、WAVES社の『SSL 4000 Collection』やUniversal Audio社の『UAD』、純正製品の『Duende』などがある。

Recordのコンセプトは「ミュージシャンの視点に立ったレコーディング・ソフト」であり、一般的なDAWの系譜を「エンジニア寄り」と位置付けて差別化を打ち出し、音楽制作の機能に特化している。
Recordの機能は、ミキシングをおこなう「メインミキサー」、エフェクターや音源を収める「ラック」、録音をおこなう「シーケンサ」の3セクションからなり、メインミキサーとラックは録音スタジオ機材の外観を再現している。またその動作内容も、メインミキサーはSSL 9000Kアナログコンソールのレイアウトとサウンドを非公式に再現しており、ラックは（同社のReasonを踏襲して）背面の音声信号ケーブルとCV信号ケーブルを自由に抜き差し配線できるようになっている。
シーケンサはオーディオ／MIDI／オートメーションの記録ができるが、これは内蔵機能のコントロール専用となっており、外部音源へのMIDI出力には対応していない（MIDIファイル入出力には対応）。特徴的な制作支援機能としては、チューニング・メーター機能や、マルチテイクから選別編集するコンプ機能、テンポチェンジに応じて録音済みオーディオクリップを自動伸縮するタイムストレッチ機能、MIDIシーケンスのグルーヴ（リズミカルな演奏の特徴）を調整するReGroove Mixer機能、楽曲構成（イントロ／Aメロ／Bメロ／サビなど）をブロック（数小節の繰り返せるシーケンス）としてテンプレート化して編曲するブロック機能が組み込まれている。
Recordは、多くのDAWで採用されているVSTやAudio Unitといった汎用のプラグインモジュール方式は採用しておらず、すべての機能が単体のアプリケーションに統合されている。このように単体では完結した環境となっているが、ReWire対応DAWとの同期に対応しており、スレーブ（音源側）としてほかのDAWと同期させ、各チャンネルの音声を送り出すこともできる。

## Recordラックのデバイス
Recordバージョン1.5は以下の種類のラック用仮想「デバイス」を内蔵している。同社のReasonをインストールしてあれば、加えてReasonのデバイスを直接使用できる（Record 1.0はReason 4とのみ、Record 1.5はReason 5とのみ統合可能）。
| ID-8 インストゥルメントデバイスマルチ音源モジュール。 MClass イコライザーマスタリング用パラメトリック・イコライザー。 MClass ステレオイメージャーマスタリング用ステレオプロセッサー。 MClass コンプレッサーマスタリング用コンプレッサー。 MClass マキシマイザーマスタリング用マキシマイザー（ブリックウォールリミッター＆ソフトクリッパー）。 Line 6 Guitar Ampギターアンプシミュレーター。Line 6社の『POD』シリーズ（USBモデル）および『POD Farm』と公式互換（後述）。 Line 6 Bass Ampベースアンプシミュレーター。Line 6社の『POD』シリーズ（USBモデル）および『POD Farm』と公式互換（後述）。 RV7000 アドバンスドリバーブマルチアルゴリズムのリバーブレーター。 | Scream 4 ディストーションマルチアルゴリズムのディストーション＆リゾネーター。 Neptune ピッチアジャスターライブ動作対応のピッチシフター＆ボイスシンセサイザー。 DDL-1 デジタルディレイテンポシンク・フィードバック対応のディレイ。 CF-101 コーラス/フランジャーコーラス兼フランジャー。 Combinator コンビネーターデバイスの組み合わせを1つのデバイスにまとめる。レイヤーサウンドやエフェクターボードを1パッチで作成できる。 Mixer 14:2 ミキサー4Uサイズミキサー。 Line Mixer 6:2 ラインミキサー1Uサイズミキサー。 Spider Audio マージャー/スプリッターオーディオ信号の結合と分岐。ケーブルを挿抜して使う。 Spider CV マージャー/スプリッターCV信号の結合と分岐。ケーブルを挿抜して使う。 |

## PODシリーズとの互換性

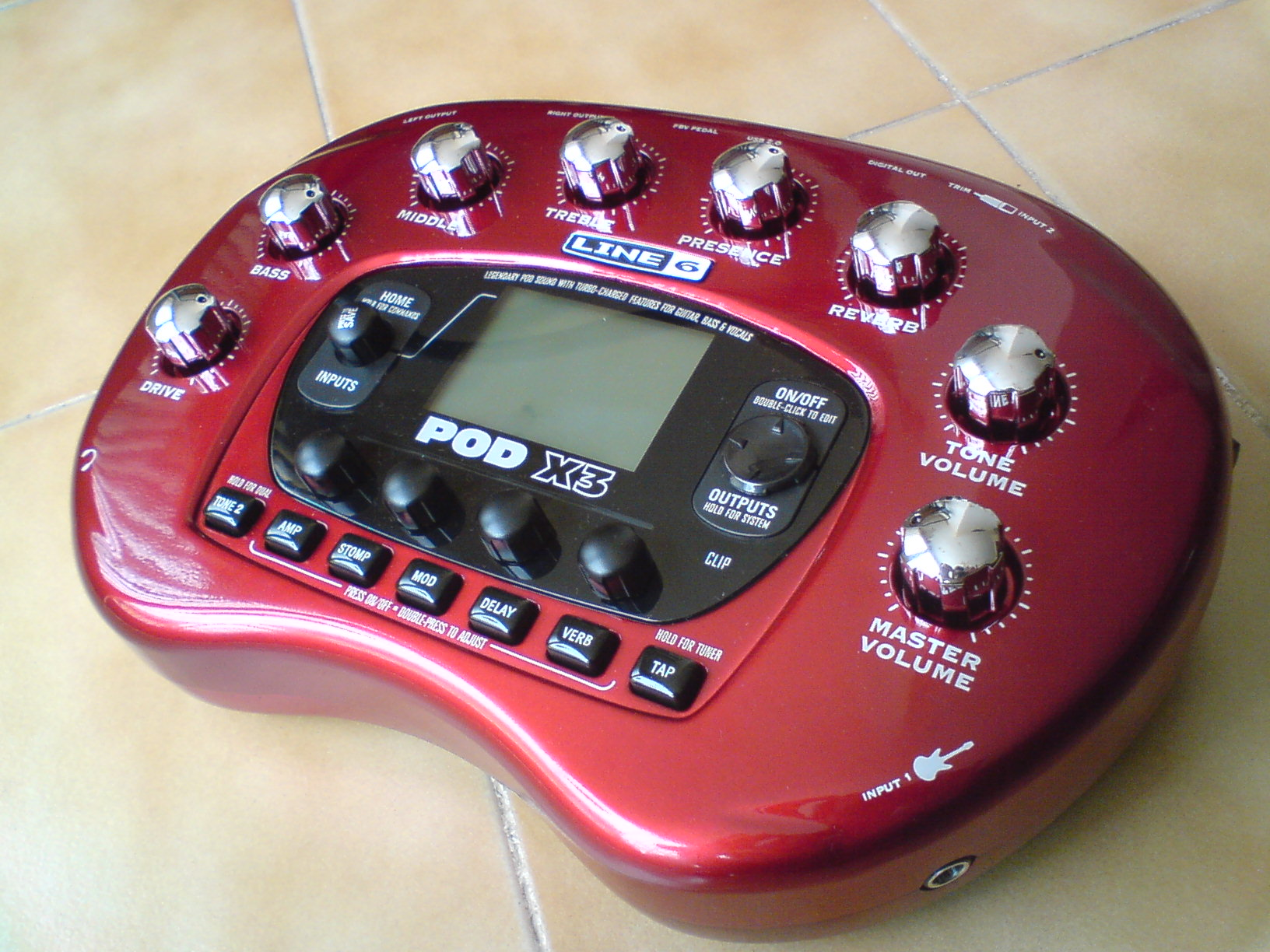
互換性のあるモデルの1つ『POD X3』

Recordの「Line 6アンプ」デバイスは、Line 6社製のアンプシミュレーター『POD』シリーズのうち、USBモデルおよびソフトウェア版『POD Farm』と公式に互換性がある。正規ユーザー登録することで同様のアンプ／キャビネットがRecord内で使用できるようになる。
公式サイトに明記されている互換性のあるモデルは次の通り。
- POD Studio
- GuitarPort xt
- TonePort
- POD xt
- POD X3
- POD Farm（要iLokドングル）

なお、標準では「Line 6アンプ」は次のアンプ／キャビネットが使用できる（これらの組み合わせはデフォルトであり変更可能）。
- ギター：1964 Blackface 'Lux／1x12 1964 Blackface 'Lux
- ギター：1968 Plexi Lead 100／4x12 1968 Green 25s
- ギター：2001 Treadplate Dual／4x12 2001 Treadplate
- ベース：1974 Rock Classic／8x10 Classic
- ベース：1968 Flip Top／1x15 Flip Top

また、『POD Farm』バージョン1／2のパッチファイルとも互換性がある。ただし、パッチファイル書き出しはPOD Farm 2形式のみである点は注意が必要である（Recordバージョン1.0.0ではPOD Farm 1形式のみ入出力対応）。

## バージョン履歴
Record 1.0（2009年9月9日）
主な特徴 - メインミキサー、ID-8マルチ音源、Line 6ギター／ベースアンプ、自動タイムストレッチなど
Record 1.5（2010年8月25日）
主な特徴 - Neptune、ブロックなど